# Форнелу-ду-Монте
Форнелу-ду-Монте (порт. Fornelo do Monte)  —  район (фрегезия) в Португалии,  входит в округ Визеу. Является составной частью муниципалитета  Возела. Находится в составе крупной городской агломерации Большое Визеу. По старому административному делению входил в провинцию Бейра-Алта. Входит в экономико-статистический  субрегион Дан-Лафойнш, который входит в Центральный регион. Население составляет 330 человек на 2001 год. Занимает площадь 15,24 км².
Покровителем района считается Стефан Первомученик (порт. Santo Estêvão). 